# 범선 시대

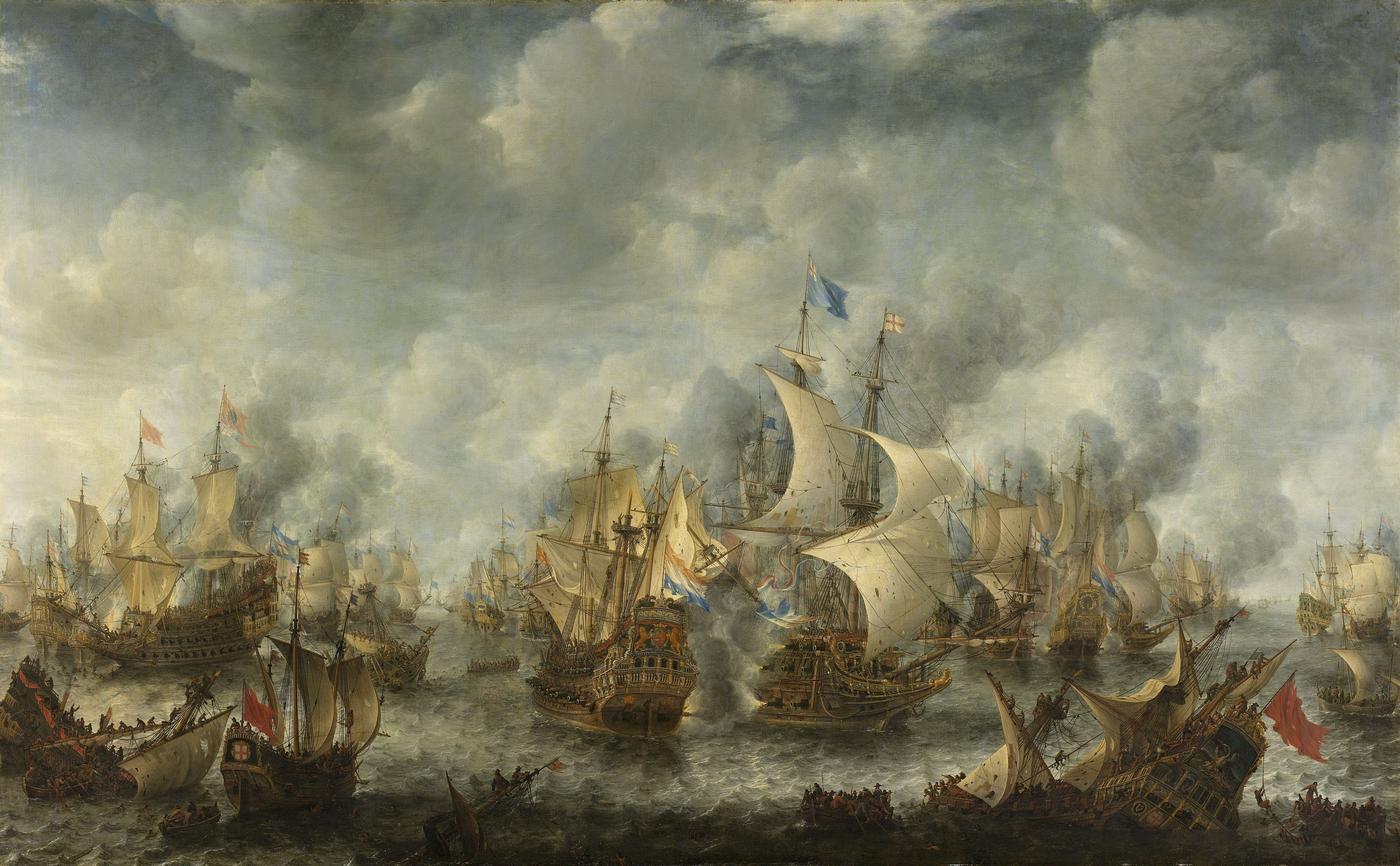
1653년 스헤페닝겐 해전.

범선 시대(영어: Age of Sail)란 기술사에서 15-16세기 중반에서 19세기 중반까지를 말한다. 노로 추진하는 범요선의 시대가 저물고, 범선이 전지구적 교역과 해전을 지배한 시대였다. 또한 함포를 이용한 함상포격전의 개념도 이 시대에 등장했다. 이후 증기 시대에 바톤을 넘겨주고 저물게 된다. 범선 시대는 근세들 대표하는 기술적 요소였고, 또한 대항해시대와 상당부분 기간이 겹친다.
범선시대의 적용 범위는 군함과 상선이 다르다. 상선 및 탐험선의 경우 1450년경 포르투갈에서 엔히크 항해왕자의 후원으로 어선을 개조한 카라벨라가 개발된 것을 시작으로 본다. 군함의 경우 1571년 레판토 해전을 시작점으로 잡는데, 레판토가 범요선이 전장의 주력으로 활약한 마지막 해전이기 때문이다.

## 같이 보기
- 대항해시대